# Archäologisches Freilichtmuseum Oerlinghausen

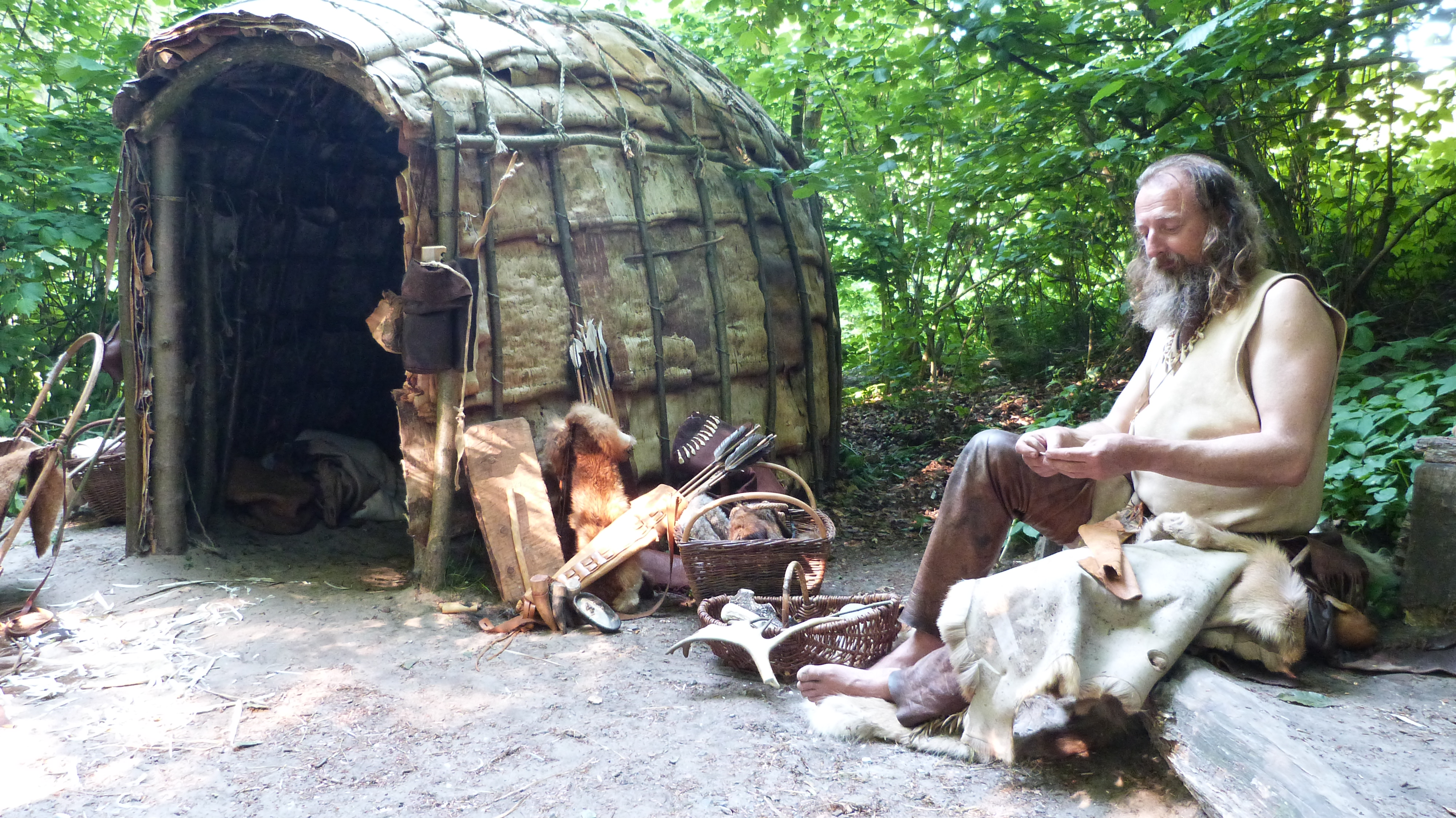
Die Nachbauten mesolithischer Hütten dienen als Kulisse für die Inszenierung von steinzeitlicher Lebensweise.

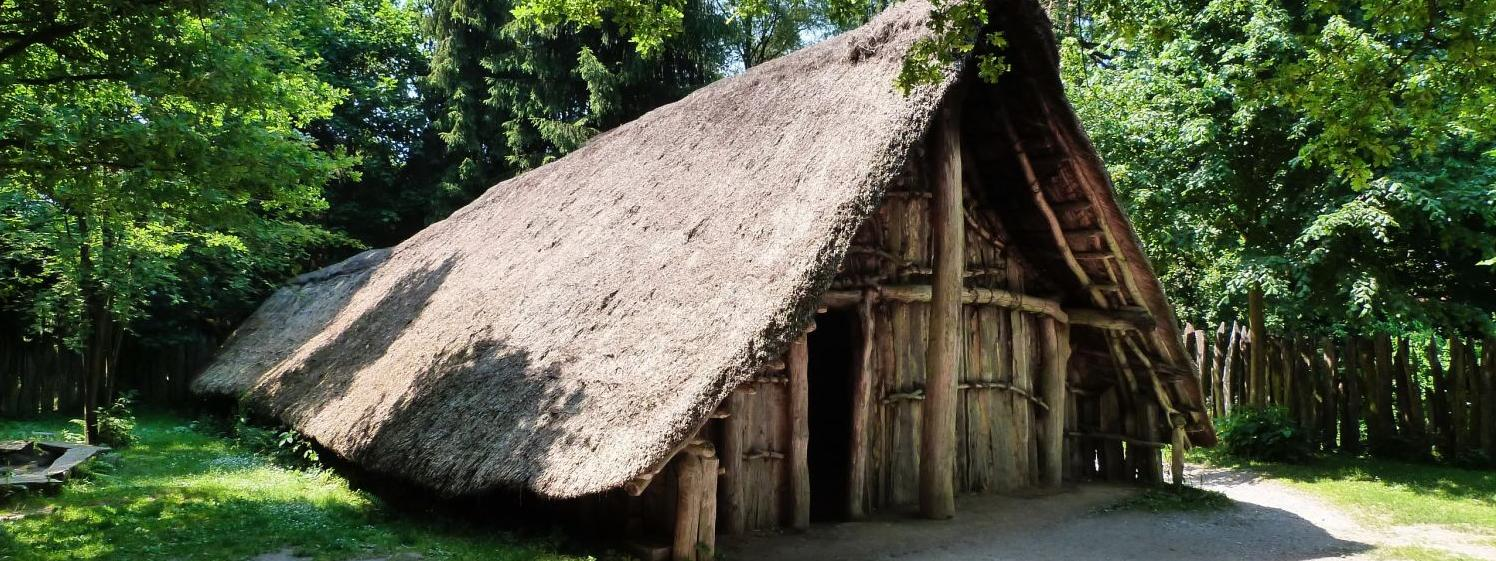
Die Rekonstruktion des jungsteinzeitlichen Langhauses zeigt die Sesshaftwerdung des Menschen.

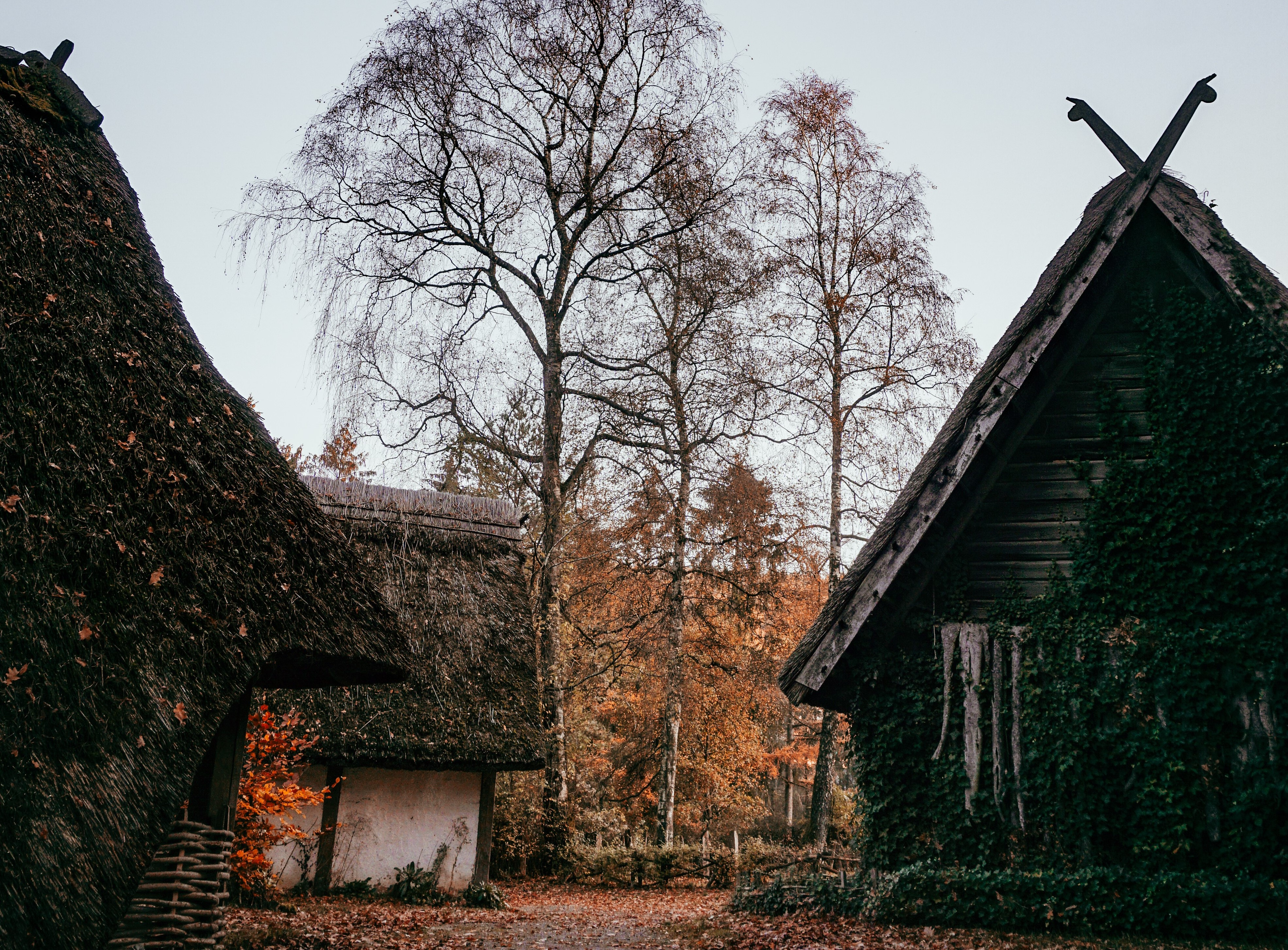
Das Germanengehöft besteht aus drei Gebäuden, die heute zum Teil kleine Ausstellungsflächen bieten.

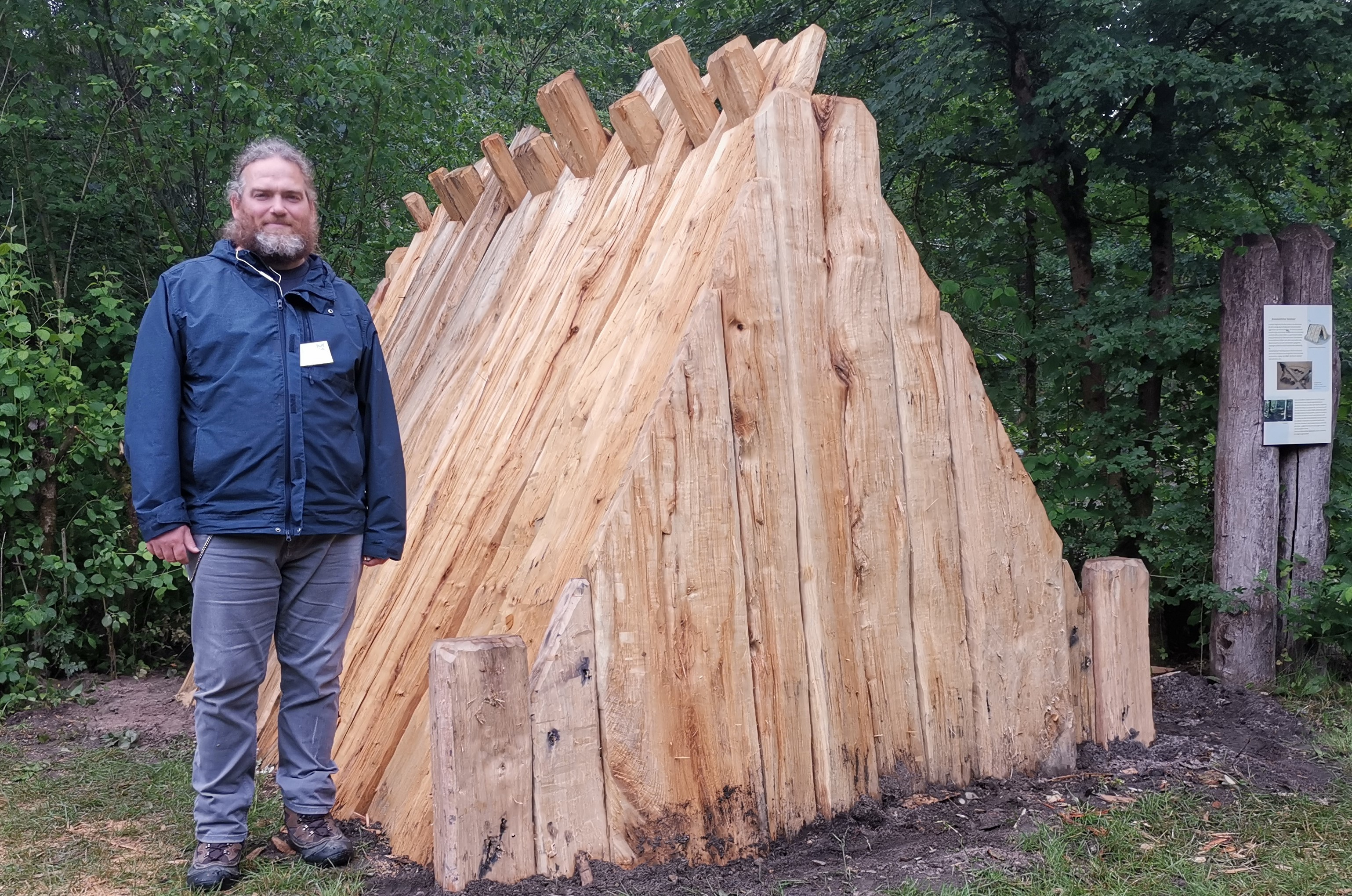
Wartungsarbeiten gehören zum Tagesgeschäft: So wurde z. B. im Jahr 2020 das Totenhaus der Bronzezeit erneuert.

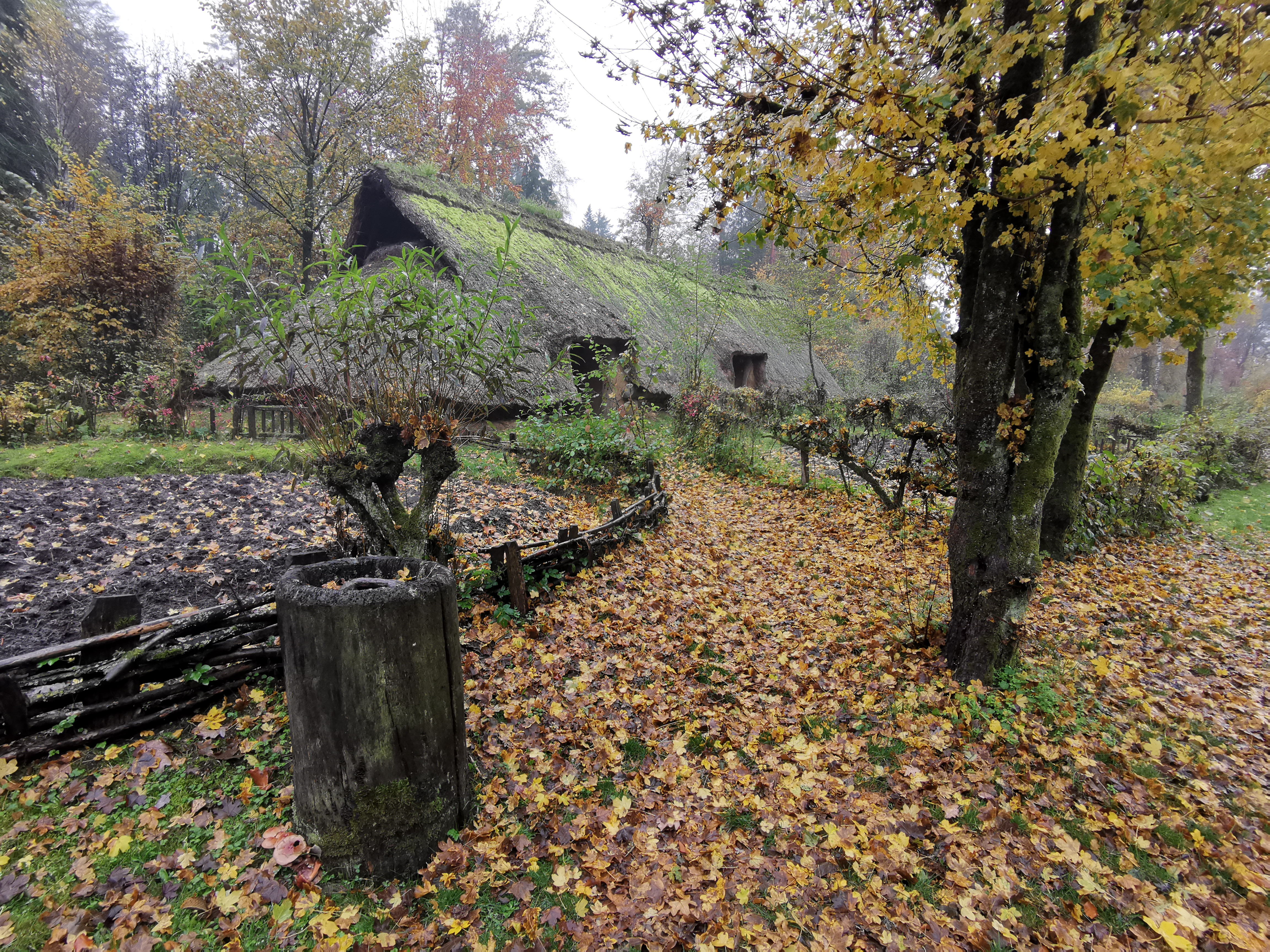
In einem bronzezeitlichen Haus wie diesem war für viele Bewohner Platz.

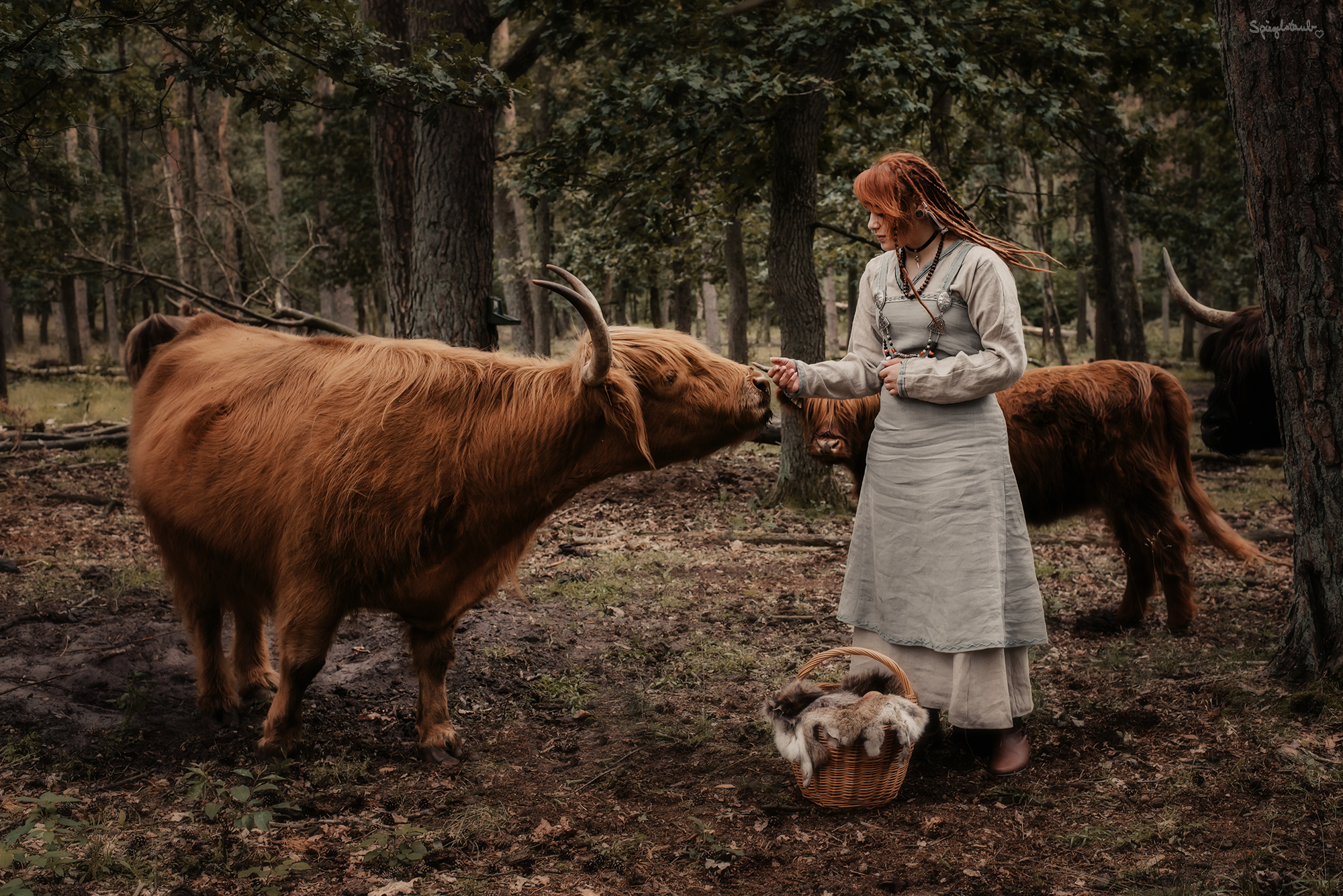
UrLand: Die Living-History-Darstellerin und das Schottische Hochlandrind lassen Urgeschichte inmitten der Sennelandschaft lebendig werden.

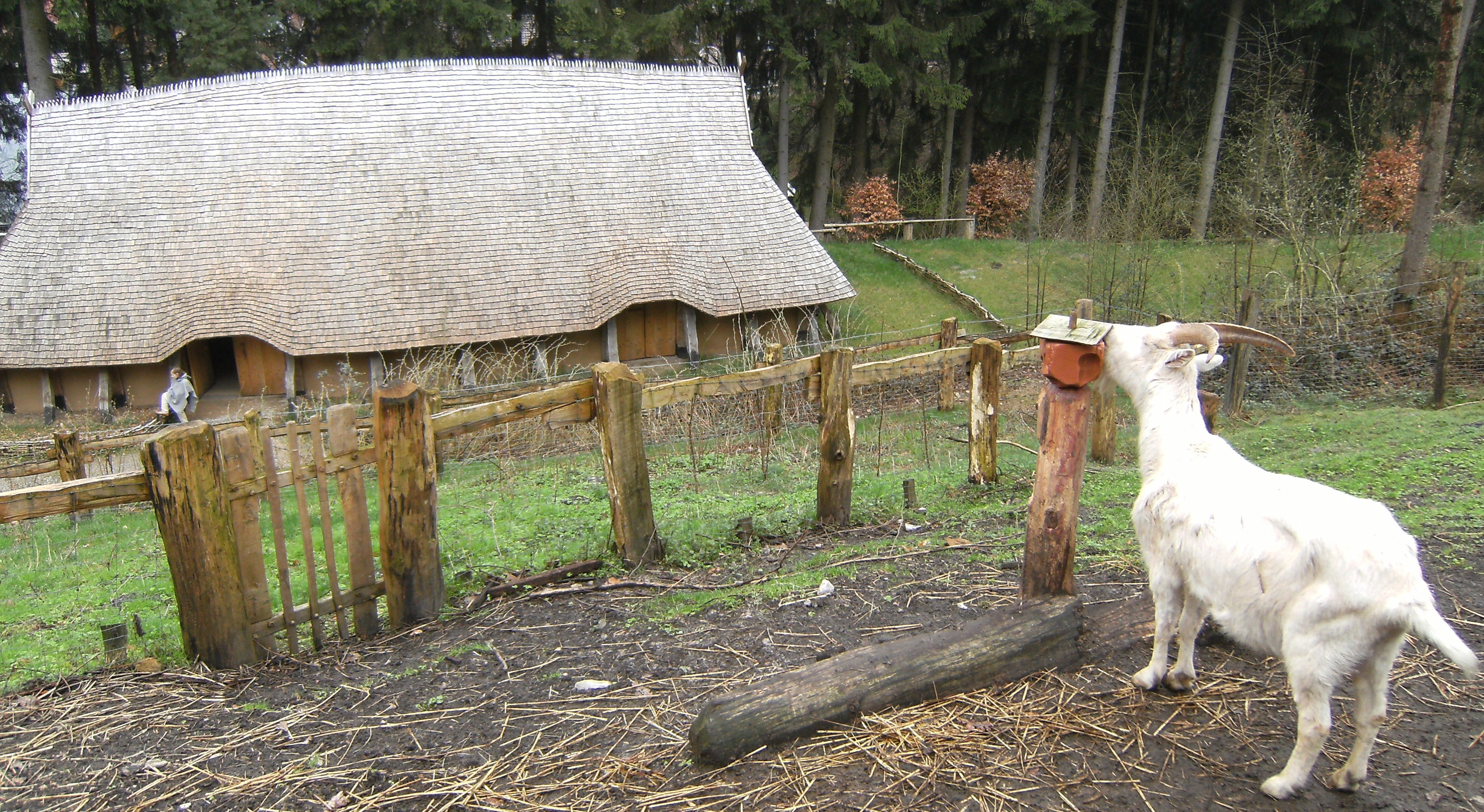
Eine Ziege vor dem frühmittelalterlichen Hallenhaus: Während der Saison beleben auch Tiere das Museum.

Das Archäologische Freilichtmuseum Oerlinghausen (Kurz: AFM Oerlinghausen) ist das Museum des Vereins Archäologisches Freilichtmuseum e. V. in Oerlinghausen, einer Stadt im Kreis Lippe in NRW. Von der Altsteinzeit bis ins Frühmittelalter zeigt das archäologische Freilichtmuseum bauliche Rekonstruktionen auf der Grundlage von siedlungsarchäologischen Befunden. Unterschiedliche Angebote ermöglichen hier erlebnisorientierte Zugänge zur historischen Wohn- und Alltagskultur in Nordeuropa.

## Geschichte
Das AFM wurde 1936 als erstes Freilichtmuseum der Welt eröffnet, das sich mit Germanen auseinandersetzt. Es geht zurück auf die Grabungskampagnen des Oerlinghauser Schulleiters Hermann Diekmann zwischen 1926 und 1931. Diekmann und sein Team datierten einen in Oerlinghausen entdeckten Siedlungsplatz in die „germanische Epoche“. 1936 wurde das Freilichtmuseum dann als „Germanengehöft“ gegründet. Die Nachbauten – bestehend aus einem Wohnhaus und einer Schmiede-/Töpferwerkstatt – errichtete der „Reichsbund für deutsche Vorgeschichte“ unter der Leitung des einflussreichen Archäologen Hans Reinerth am Barkhauser Berg zwischen Senne und Teutoburger Wald unweit des Fundplatzes. Sein Vorgesetzter, Alfred Rosenberg, besuchte das Freilichtmuseum sowie weitere lippische Grabungen von internationalem Interesse im August 1937. Museumsgründer Hermann Diekmann war bereits seit 1920 als Lehrer in Oerlinghausen tätig, wo er innovative Unterrichtsmethoden umsetzte, darunter Handwerksvorführungen oder das Schultheater. Die neu aufkommenden Lehrmethoden waren auch über die Schulgelände hinaus wirksam, so das Theaterstück Oerl Bark, für dessen Kulisse das „Germanengehöft“ genutzt wurde. Für die Oerlinghauser Freilichtanlage entwickelte Diekmann Angebote wie Schulgrabungen, Modellbau oder Dramapädagogik mit prähistorischer Kostümierung. Das „Germanengehöft“ wurde ebenfalls zur politischen Bildung der SS genutzt. Die dann über den Sommer 1945 verwilderte Anlage verfiel durch Brandeinwirkung weiter und wurde dann abgebaut.
Nach einem weiteren Brand (im Jahr 1974) wurde das AFM bis 1979 mit Unterstützung durch den Landesverband Lippe und der Stadt Oerlinghausen in seiner heutigen Form errichtet. Es wandte sich der Siedlungsarchäologie zu und setzte seinen Schwerpunkt auf experimentelle Archäologie. Auch EXARC (International Association of Archaeological Open-Air Museums) nahm in Oerlinghausen seinen Anfang. Zusammen mit dem Berliner Museumsdorf Düppel hat Oerlinghausen das Thema der lebendigen Archäologie in der bundesrepublikanischen Nachkriegsgeschichte wieder salonfähig gemacht.

## Verein
Träger des Museums ist der Verein Archäologisches Freilichtmuseum Oerlinghausen e. V. Er wird von der Stadt Oerlinghausen und dem Landesverband Lippe unterstützt. Gegenstand des gemeinnützigen Vereins ist die Förderung von Wissenschaft und Forschung insbesondere durch wissenschaftliche Erforschung der Vor- und Frühgeschichte des Teutoburger Waldes und seiner Umgebung. Außerdem will der Verein die Heimatkunde durch Vorträge, Ausgrabungen, Führungen und Ausstellungen, in erster Linie aber durch das von ihm betriebene Museum wecken und pflegen.

## Leitung
1993–2002 wurde das Museum von Martin Schmidt geleitet.
Seit 2002 leitet der Archäologe Karl Banghard das Museum. Die stellvertretende Museumsleitung fällt der Leitung der Museumspädagogik zu. Diese wird seit 2018 von Greta Civis vertreten. Zuvor hatten Jutta Deitermann (bis 2016) und Marcus Coesfeld (2017–2018) die Stelle inne.

## Ausstellung
Die Dauerausstellung führt auf einem Rundweg durch 13.000 Jahre Geschichte. Auf 1,5 ha sind die zum Teil experimental-archäologisch nachgebauten Behausungen in die jeweiligen Natur- und Kulturlandschaften ihrer Epoche eingebettet und geben einen Einblick in die Lebensweise der Menschen ihrer Zeit. Einige Häuser auf dem Gelände dienen zudem als Ausstellungsfläche zu verschiedenen Themen des täglichen Lebens, wie Bekleidung, Ernährung oder Kräuterkunde. Der Rundgang beginnt in der Altsteinzeit mit einem eiszeitlichen Rentierjägerzelt nach einem Fundplatz der Ahrensburger Kultur (um 12.700 – 12.500 v. Chr.), führt über die Mittelsteinzeit, die Jungsteinzeit, die Bronzezeit und endet im frühen Mittelalter mit einem Hallenhaus (um 600 n. Chr.). Die vorrömische Eisenzeit wird durch das „Germanengehöft“ in der Mitte des Rundgangs vertreten. Hier geht es dann auch um die eigene Geschichte des Hauses. Mit dem jungsteinzeitlichen Langhaus erlangte das Freilichtmuseum nach Kriegsende in Deutschland wieder Ansehen und Berühmtheit. Es war damals das erste Langhaus seiner Art und setzte durch seine wissenschaftlichen Grundlagen neue Maßstäbe für Freilichtanlagen. Die Vorlage stammt aus der Rössener Kultur aus einem Befund im rheinischen Braunkohlerevier.
In einem gesonderten Ausstellungsraum des Museums wird außerdem das Naturschutzgroßprojekt Senne (NGP Senne) präsentiert.

## Museumspädagogik
Schwerpunktmäßig ausgerichtet ist das Angebot des AFM Oerlinghausen auf Kinder und Familien. Dem entsprechen die museumspädagogischen Erlebnis- und Aktionsangebote, die die Anlage seit ihren Anfängen prägen und deren heutiges Konzept sich daraus entwickelt hat. Für Erwachsene und Jugendliche gibt es darüber hinaus vielfältige Veranstaltungen während des laufenden Saisonbetriebs. Bekannt ist das AFM Oerlinghausen für sein umfangreiches Seminarprogramm, z. B. zu den Themen „Bogenbau“ oder „Färben mit Pflanzenfarben“, das Arbeiten mit historischen Werkstoffen und durch verschiedene Veranstaltungen wie die Steinzeit-, Römer- oder Wikinger-Tage. Letztere haben seit 25 Jahren Tradition und sind in internationalem Interesse. Doch auch Heimatpflege und Regionalgeschichte haben ihren festen Raum. So bietet beispielsweise seit 2018 die Lange Museumsnacht zusätzliche Angebote für die Beschäftigung mit gesellschaftlich relevanten und regional angebundenen Themen. Außerdem wird die lebendige Archäologie, die das Museum seit seiner Gründungszeit begleitet, stetig in Zusammenarbeit mit Living-History-Darstellern erweitert. Diese suchen mit ihren Präsentationen und verschiedenen Vorführungen bewusst den Dialog mit den Besuchern. Durch das Reenactment soll die Ur- und Frühgeschichte gerade nicht als vorgefertigte Inszenierung erlebt werden, sondern zum Nachdenken, Hinterfragen und Mitmachen anregen. Das gilt auch für die (nach wie vor aktuellen) politischen Themen, die sich aus der Geschichte des Hauses ergeben. Es gibt immer wieder Kooperationen im Rahmen von Vermittlungsangeboten mit politischen Bildungseinrichtungen, Jugend- und Integrationszentren, anderen Museen, der Stadt uvm.

## Umweltpädagogik im UrLand
Einen weiteren Schwerpunkt des AFM bildet die Umweltpädagogik. Sie schlägt sich in besonderen Erkundungsangeboten rund um das Gelände, aber auch auf Wandertouren im Umland nieder. Die Natur soll in ihrem heutigen Zustand erfahrbar und zugleich in ihrer historischen Entwicklung (durch äußere Einflüsse wie Klimawandel) aufgezeigt werden. Die Nutzung durch den Menschen spielt hierbei eine ebenso zentrale Rolle. Im neu angelegten Großprojekt UrLand wird sie einen intensiven Ausbau erfahren. UrLand ist die markenrechtlich geschützte Bezeichnung für die Kooperation zwischen dem NGP Senne und dem AFM Oerlinghausen. Idee und Namensgebung von UrLand gehen auf den Museumsdirektor Karl Banghard zurück. Es handelt sich um eine neuartige Kooperation zwischen einem Freilichtmuseum und einem Naturschutzgebiet. Umweltgeschichtliche Themen sollen dabei in die Freilichtanlage und urgeschichtliche Themen in die Landschaft wachsen.

## Publikationen
Im Selbstverlag des AFM (1989–2014) sind folgende Publikationen erschienen:
- Ex Archaeo. Mitteilungen aus dem Archäologischen Freilichtmuseum Oerlinghausen. Oerlinghausen 1989, ISBN 3-926933-00-3.
- Schriftenreihe des Archäologischen Freilichtmuseums Oerlinghausen. Oerlinghausen seit 1989, DNB 983449090
- Frank M. Andraschko: Kurzführer durch das Archäologische Freilichtmuseum in Oerlinghausen. Oerlinghausen 1990, ISBN 3-926933-01-1.

Das AFM betreibt außerdem einen zertifizierten Wissenschaftsblog unter der ISSN 2568-5864.